# Eugenia Martín Mendizábal
Eugenia Martín Mendizábal (Vitòria, 1959) és una política alabesa.
Tècnica de l'Administració de la Seguretat Social i militant del Partit Popular, ha estat Governadora Civil d'Àlaba de 1996 a 1997 i Directora General de l'Institut Nacional de la Seguretat Social de 1997 a 2000. Ha estat senadora per Àlaba a les eleccions generals espanyoles de 2000 i diputada a les eleccions generals espanyoles de 2004. Del 2000 al 2004 fou secretària primera de la mesa del Senat d'Espanya.